# Louis Tuaire
 Louis Tuaire, né le 9 novembre 1999 à Annecy, est un skieur alpin français.

## Biographie
Il est le fils de bruno Tuaire, le directeur du club des sports de Courchevel.
En 2012, il est Vice-champion de France Benjamins (moins de 13 ans) de slalom à Alpe d'Huez.
En janvier 2017, il dispute sa première épreuve de Coupe d'Europe dans le super G de Méribel. En février, il prend la 8e place du slalom du Festival olympique d'hiver de la jeunesse européenne à Erzurum/Palandoken. En mars 2017, il devient triple Champion de France Cadets U18 (moins de 18 ans) de descente, super G et combiné à Mégève.
En mars 2018, il prend la 3e place des championnats de France Juniors U21 (moins de 21 ans) de descente à Châtel.

### Saison 2018-2019
Il intègre l'équipe de France Juniors à partir de la saison 2018-2019. En janvier 2019 il marque ses premiers points en Coupe d'Europe en prenant la 29e place de la descente de Chamonix. En février, il prend les 18e et 19e places de la descente et du super G  des Championnats du monde juniors (moins de 21 ans) à Val di Fassa en Italie. Le 22 mars 2019, à Auron, il obtient un remarquable titre de Vice-champion de France Elite du Super Combiné, derrière Maxence Muzaton. Il est aussi sacré Champion de France U21 de cette discipline, et prend les 3e places de la descente et du super G des championnats de France U21.

### Saison 2019-2020
En février 2020, il réalise son premier top-ten en Coupe d'Europe en prenant la 5e place du combiné de Sella Nevea.
En mars, il participe à ses seconds championnats du monde juniors à Narvik. Il y prend la 17e place de la descente. Sa saison prend fin début mars au cours de ces championnats du monde, avec l’arrêt des compétitions de ski en raison de la pandémie de maladie à coronavirus.
Il prend la 12e place du classement général de la Coupe d'Europe de combiné.

### Saison 2020-2021
En janvier 2021, il obtient son meilleur résultat en Coupe d'Europe de descente en prenant la 9e place de l'épreuve d'Orcières-Merlette. Il termine à la 23e place du classement général de la Coupe d'Europe de descente.

### Saison 2021-2022
En novembre, il se blesse à l'entraînement à Zinal (rupture du ligament croisé du genou gauche), ce qui met fin à sa saison avant qu'elle n'ait commencé.

### Saison 2022-2023
De retour à la compétition, il signe une très belle 5e place sur la première descente de Coupe d'Europe, fin décembre à Saint-Moritz.

### Saison 2023-2024
Après avoir participé en novembre à l'entrainement de la descente de coupe du monde de Zermatt/Cervinia, il se blesse gravement à l'entrainement de la descente de coupe d'Europe de Santa Caterina le 11 décembre 2023. Le surlendemain, il est opéré pour une importante fracture de la cheville et met ainsi fin à sa saison.

### Saison 2024-2025
De retour d'une seconde blessure, il n'obtient pas de résultats suffisants pour poursuivre l'aventure et met fin à sa carrière à la fin de la saison.

## Palmarès[9]

### Championnats du monde junior
| Édition / Épreuve          | Descente | Super G | Slalom géant | Slalom | Combiné |
| Mondiaux 2019 Val di Fassa | 18e      | 19e     | Abandon      | -      | Abandon |
| Mondiaux 2020 Narvik       | 17e      | 35e     | annulé       | annulé | annulé  |

### Coupe d'Europe
86 épreuves disputées (à fin mars 2020) : 
- 3 top-10 dont 2 top-5

#### Classements
| Saison / Épreuve | Saison / Épreuve | Général | Général | Descente | Descente | Super G | Super G | Géant  | Géant  | Slalom | Slalom | Combiné | Combiné |
| ---------------- | ---------------- | ------- | ------- | -------- | -------- | ------- | ------- | ------ | ------ | ------ | ------ | ------- | ------- |
| Saison / Épreuve | Saison / Épreuve | Class.  | Points  | Class.   | Points   | Class.  | Points  | Class. | Points | Class. | Points | Class.  | Points  |
| 2019             | 2019             | 221e    | 2       | 63e      | 2        | -       | -       | -      | -      | -      | -      | -       | -       |
| 2020             | 2020             | 92e     | 83      | 40e      | 30       | 61e     | 6       | -      | -      | -      | -      | 12e     | 47      |
| 2021             | 2021             | 98e     | 69      | 23e      | 69       | -       | -       | -      | -      | -      | -      | -       | -       |
| 2023             | 2023             | 80e     | 93      | 23e      | 88       | 68e     | 5       | -      | -      | -      | -      | -       | -       |
| 2025             | 2025             | 204e    | 4       | 65e      | 4        | -       | -       | -      | -      | -      | -      | -       | -       |

### Festival Olympique de la Jeunesse Européenne
| Épreuve / Édition            | Slalom géant | Slalom  |
| FOJE 2017 Erzurum/Palandoken | 8e           | Abandon |

### Championnats de France

#### Élite
| Édition / Epreuve                             | Descente | Super-G | Slalom géant | Slalom  | Super combiné |
| --------------------------------------------- | -------- | ------- | ------------ | ------- | ------------- |
| Championnats 2016 Les Menuires                | -        | 47e     | -            | -       | Abandon       |
| Championnats 2017 Val Thorens/Lélex           | -        | 31e     | Abandon      | Abandon | 22e           |
| Championnats 2018 Châtel                      | 13e      | 18e     | Abandon      | -       | 11e           |
| Championnats 2019 Auron / Isola 2000          | 17e      | 14e     | 16e          | 19e     | Argent        |
| Championnats 2020 Val Thorens                 | annulée  | annulé  | annulé       | annulé  | annulé        |
| Championnats 2021 Châtel / Saint-Jean-d'Aulps | 13e      | 18e     | 33e          | -       | 16e           |
| Championnats 2023 Les Orres / Val Thorens     | 9e       | 7e      | 15e          | -       | 10e           |
| Championnats 2025 Méribel                     | 28e      | Abandon | 31e          | -       | -             |

#### Jeunes
4 titres de Champion de France

##### Juniors U21 (moins de 21 ans)
2019 à Auron :
- Champion de France de Combiné
- 3e des championnats de France de descente
- 3e des championnats de France de super G

2018 à Châtel :
- 3e des championnats de France de descente

##### Cadets U18 (moins de 18 ans)
2017 à Mégève :
- Champion de France de descente
- Champion de France de super G
- Champion de France de combiné

2016 à Mégève :
- 3e des championnats de France de combiné
- 4e des championnats de France de super G

##### Benjamins (moins de 13 ans)
2012 à Alpe d'Huez :
- Vice-champion de France de Slalom